# Grabnik (Rostki)
Grabnik – część wsi Rostki w Polsce, położona w województwie podlaskim, w powiecie łomżyńskim, w gminie Jedwabne. 
W latach 1975–1998 Grabnik administracyjnie należał do województwa łomżyńskiego.
Wierni kościoła rzymskokatolickiego należą do parafii św. Jakuba Apostoła w Jedwabnem.